# Eumerus ahmadii
Eumerus ahmadii är en tvåvingeart som beskrevs av Barkalov och Gharaei 2004. Eumerus ahmadii ingår i släktet månblomflugor, och familjen blomflugor.
Artens utbredningsområde är Iran. Inga underarter finns listade i Catalogue of Life.